# MBC경남 진주방송
MBC경남 진주방송(MBC慶南 晋州放送)은 경남 서부 지역을 가시청권으로 하는 대한민국의 지상파방송국이다. 1968년 5월 31일에 진주민간방송(약칭 JBC)으로 개국하였으며, 1971년 진주문화방송으로 사명을 변경했다. 2011년 9월 1일에 중부경남 지역을 가시청권으로 하는 구 창원문화방송과 합병하여 MBC경남 진주방송으로 개편되었다. 호출부호는 HLAK이다.

## 연혁

### 1960년대
- 1967년 11월 10일 : AM방송국 인가 (호출부호 HLAK, 주파수 중파 1320kHz, 출력 10㎾).
- 1968년 5월 31일 : 진주민간방송(약칭 JBC) 개국.

### 1970년대
- 1971년 10월 1일 : 진주문화방송주식회사로 사명을 변경. MBC 네트웍 가맹계약 체결.
- 1973년 4월 13일 : 삼천포시 연락소 개소
- 1978년 11월 23일 : AM방송 주파수 변경 (중파 1320kHz → 1215kHz).

### 1980년대
- 1981년 3월 30일 : 방송자문위원회 개최.
- 1981년 5월 1일 : 사기구 개편
- 1981년 5월 15일 : 평안동 사옥 준공식 및 전국 계열사 사장회의
- 1981년 9월 3일 : 태풍 에그니스로 송신소 침수
- 1983년 12월 26일 : 망진산 TV중계소 개소 (CH 8, 영상출력 1㎾).
- 1984년 3월 1일 : 감악산 중계소 개소(출력 5㎾, UHF CH48)
- 1984년 12월 29일 : 하동 금오산TVR 개소 (CH 53, 영상출력 500W).
- 1986년 5월 31일 : 음악FM방송 개국 (주파수 초단파 97.7MHz, 출력 1㎾).
- 1986년 8월 12일 : 삼천포TVR 개소 (CH 34, 영상출력 100W).
- 1987년 11월 20일 : 텔레비전 방송 개국, (VHF CH-8, 출력 1㎾).
- 1988년 8월 2일 : 산청TVR 개소 (CH 53, 영상출력 100W).
- 1988년 10월 31일 : 감악산 FM방송중계소 개소 (주파수 초단파 96.1MHz, 출력 3㎾).
- 1989년 5월 3일 : 지곡TVR 개소 (CH 29, 영상출력 100W) / 마천TVR 개소.
- 1989년 8월 10일 : 단성TVR 개소 (CH 49, 영상출력 100W).
- 1989년 9월 28일 : 안의TVR 개소 (CH 53, 영상출력 100W).

### 1990년대
- 1991년 6월 28일 : 가좌동의 AM송신소를 명석송신소로 이전.
- 1992년 12월 22일 : 생초TVR 이설 (CH 21, 영상출력 100W).
- 1992년 12월 23일 : 남해TVR 개소 (CH 41, 영상출력 100W).
- 1992년 12월 23일 : TV중계차 도입.
- 1993년 9월 8일 : 진성TVR 개소 (CH 29, 출력 100W).
- 1994년 9월 1일 : 사천TVR 개소 (CH43, 영상출력 100W).
- 1995년 11월 29일 : 삼천포 표준FM방송중계소 개소 (주파수 초단파 91.1MHz, 출력 100W).
- 1998년 3월 31일 : 상주TVR 개소 (CH 53, 영상출력 100W).
- 1998년 4월 14일 : 악양TVR 개소 (CH 37, 영상출력 100W).

### 2000년대
- 2000년 1월 14일 : 표준FM방송 개국 (주파수 초단파 91.1MHz, 출력 3kW). 
 경남 하동군, 진주시, 사천시, 남해군 일원, 전남 광양시, 순천시, 여수시, 고흥군 일부
- 2000년 5월 31일 : 감악산 표준FM중계소 개소 (주파수 초단파 93.5MHz, 출력 1㎾).
- 2004년 9월 22일 : 현사옥 및 영화관 준공.
- 2005년 12월 31일 : 감악산중계소 디지털TV 개시(물리채널 50, 출력 1㎾)
- 2006년 5월 31일 : 디지털TV방송 개국 (CH 56, 출력 1㎾)

### 2010년대
- 2010년 2월 1일 : 지상파DMB방송 개국.
- 2010년 12월 : 남해 DTV중계소 개소
- 2011년 8월 8일 : 방송통신위원회가 창원문화방송과 함께 합병 승인 (MBC경남으로 출범)
- 2011년 9월 1일 : 창원문화방송과 합병하여 MBC경남 진주방송으로 사명 변경
- 2012년 10월 4일 : 지상파 아날로그 TV 방송 종료
- 2013년 7월 17일 : 경상남도 서부지역 디지털 주파수 재배치 완료

### 2020년대
- 2021년 7월 5일 - 진주본부 TV, 표준FM, FM4U의 자체방송 종료 및 창원본부 수중계 통합 방송 실시.
- 2021년 12월 12일 - AM 라디오 운용 일시 휴지(1215kHz, 10kW). FM방송 전환.
- 2022년 : 본사기능, 등록지를 진주에서 창원으로 이전
- 2022년 : MBC경남 진주방송 UHD 방송개국예정. 서울 본사의 UHD 방송.
- 2022년 7월 12일 : 명석송신소 AM 라디오 송출 종료 (1215kHz, 10kW)
- 2023년 : 사옥 잉여공간 임대 시작
- 2023년 5월 1일 : 뉴스파다 TV, 라디오, 유튜브 동시 방송 시작.

## TV방송
1983년 MBC경남 진주 TV 망진산중계소가 개소되었다가 1987년 11월 20일 진주방송국의 TV연주소 방송이 본격적으로 개국함에 따라 그 역사가 시작되었다. 2006년 5월 31일에는 디지털TV방송을 개국하였으며, 2012년 10월 4일 아날로그TV방송을 종료한다.

### 프로그램
2021년 7월 5일부터 진주본부의 자체 방송을 끝내고 창원본부와 같이 편성한다.

### 방송 송출 시설망
- 호출부호 : HLAK-DTV
- 가상채널 : 11-1

| 송신소        | UHD      | UHD    | HD       | HD    | 송신소 위치                                  |
| 송신소        | 물리채널 | 출력   | 물리채널 | 출력  | 송신소 위치                                  |
| ------------- | -------- | ------ | -------- | ----- | -------------------------------------------- |
| 망진산 송신소 | 준비중   | 준비중 | CH 21    | 1㎾   | 경남 진주시 망경동 631                       |
| 진성 중계소   | 준비중   | 준비중 | CH 40    | 100W  | 경남 진주시 진성면 동산리 산114 장군대산     |
| 감악산 중계소 | 준비중   | 준비중 | CH 50    | 1㎾   | 경남 거창군 남상면 무촌리 산13               |
| 금오산 중계소 | 준비중   | 준비중 | CH 29    | 100W  | 경남 하동군 진교면 고룡리 산88-3             |
| 악양 중계소   | 준비중   | 준비중 | CH 45    | 20W   | 경남 하동군 악양면 등촌리 산115 시루봉       |
| 삼천포 중계소 | 준비중   | 준비중 | CH 18    | 90W   | 경남 사천시 실안동 산170-1 각산              |
| 옥종 소출력   | 준비중   | 준비중 | CH 21    | 0.05W | 경남 하동군 옥종면 청룡리                    |
| 남해 중계소   | 준비중   | 준비중 | CH 39    | 20W   | 경남 남해군 남해읍 입현리 산57 월구산        |
| 남상주 중계소 | 준비중   | 준비중 | CH 43    | 20W   | 경남 남해군 상주면 양아리 산4-1 금산         |
| 산청 중계소   | 준비중   | 준비중 | CH 29    | 20W   | 경남 산청군 산청읍 지리 산40 꽃봉산          |
| 생초 중계소   | 준비중   | 준비중 | CH 39    | 90W   | 경남 산청군 금서면 특리 산24-3 봉화재        |
| 단성 중계소   | 준비중   | 준비중 | CH 44    | 20W   | 경남 산청군 단성면 사월리 산104 망해봉       |
| 시천 중계소   | 준비중   | 준비중 | CH 45    | 20W   | 경남 산청군 시천면 원리 산46 구곡산          |
| 마천 중계소   | 준비중   | 준비중 | CH 16    | 20W   | 경남 함양군 마천면 가흥리 산54-3 금대암      |
| 지곡 중계소   | 준비중   | 준비중 | CH 16    | 20W   | 경남 함양군 지곡면 공배리 산58-4 285무명고지 |
| 안의 중계소   | 준비중   | 준비중 | CH 16    | 20W   | 경남 함양군 안의면 당본리 산377 무명고지     |

아날로그TV
- 호출부호 : HLAK-TV

| 송신소        | 채널  | 출력 | 송신소 위치                               |
| ------------- | ----- | ---- | ----------------------------------------- |
| 망진산 송신소 | CH 8  | 1㎾  | 경남 진주시 망경동 631                    |
| 진성 중계소   | CH 29 | 500W | 경남 진주시 진성면 동산리 산114           |
| 감악산 중계소 | CH 48 | 5㎾  | 경남 거창군 남상면 무촌리 산13            |
| 금오산 중계소 | CH 53 | 100W | 경남 하동군 진교면 고룡리 산88-3          |
| 삼천포 중계소 | CH 34 | 100W | 경남 사천시 실안동 산170-1 각산           |
| 남해 중계소   | CH 41 | 100W | 경남 남해군 남해읍 입현리 산57 월구산     |
| 남상주 중계소 | CH 40 | 100W | 경남 남해군 상주면 양아리 산4-1 금산      |
| 산청 중계소   | CH 53 | 100W | 경남 산청군 산청읍 지리 산40 꽃봉산       |
| 생초 중계소   | CH 21 | 100W | 경남 산청군 금서면 특리 산24-3 봉화재     |
| 단성 중계소   | CH 49 | 100W | 경남 산청군 단성면 사월리 산104 망해봉    |
| 시천 중계소   | CH 43 | 100W | 경남 산청군 시천면 원리 산46 구곡산       |
| 악양 중계소   | CH 37 | 100W | 경남 하동군 악양면 등촌리 산115 시루봉    |
| 마천 중계소   | CH 53 | 100W | 경남 함양군 마천면 가흥리 산54-3 금대암   |
| 안의 중계소   | CH 53 | 100W | 경남 함양군 안의면 당본리 산 377 무명고지 |
| 지곡 중계소   | CH 29 | 100W | 경남 함양군 지곡면 공배리 산58-4 무명고지 |

## 라디오 방송
1968년 5월 31일 진주민간방송(약칭 JBC)으로 출범하면서 개국하였다. 현재 FM라디오 2채널을 운영중이며 서부경남지역을 가청권역으로서 방송중이다.

### 프로그램

#### MBC경남 진주라디오
| 프로그램명       | 요일  | 진행자                                | 시간 |
| ---------------- | ----- | ------------------------------------- | ---- |
| 좋은 아침        | 월~금 | 남두용                                | 30분 |
| MBC 정오종합뉴스 | 월~금 | 이다슬                                | 5분  |
| 즐거운 오후2시   | 월~금 | 이다슬                                | 55분 |
| MBC 15시 뉴스    | 월~금 | 남두용                                | 5분  |
| MBC 18시 뉴스    | 일~금 | 무작위                                | 5분  |
| MBC경남 프로야구 | 금~일 | 오수빈 캐스터 최준석, 최금강 해설위원 |      |

#### MBC경남 진주 FM4U
| 프로그램명    | 요일  | 시간  | 진행자 |
| ------------- | ----- | ----- | ------ |
| FM아침의 행진 | 월~금 | 120분 | 김재영 |
| 정오의 희망곡 | 월~금 | 120분 | 조복현 |

### 방송 송출 시설망
| MBC경남 진주 라디오 | MBC경남 진주 라디오 | MBC경남 진주 라디오 | MBC경남 진주 라디오 | MBC경남 진주 라디오              | MBC경남 진주 라디오 |
| 송신소              | 주파수              | 출력                | 호출부호            | 송신소 위치                      | 방송구역 |
| ------------------- | ------------------- | ------------------- | ------------------- | -------------------------------- | --- |
| 금오산 송신소       | FM 91.1MHz          | 3㎾                 | HLAK-SFM            | 경남 하동군 진교면 교룡리 산88-3 | 진주시 일원, 사천시 일부, 하동군 일부, 남해군 일부, 고성군 일부, 산청군 일부, 의령군 일부 전남 광양시 일부, 순천시 일부, 여수시 일부 (여수MBC(101.3)를 번갈아서 수신)                                             |
| 감악산 중계소       | FM 93.5MHz          | 1㎾                 | HLAK-SFM            | 경남 거창군 남상면 무촌리 13     | 거창군 일원, 진주시 일부, 사천시 일부, 하동군 일부, 남해군 일부, 산청군 일원, 의령군 일원, 고성군 일부, 함양군 일원, 산청군 일부, 창녕군 일부, 합천군 일원, 대구광역시 일부                                       |
| MBC경남 진주 FM4U   |                     |                     |                     |                                  | |
| 송신소              | 주파수              | 출력                | 호출부호            | 송신소 위치                      | 방송구역 |
| 망진산 송신소       | FM 97.7MHz          | 1㎾                 | HLAK-FM             | 경남 진주시 망경동 631           | 진주시 일원, 사천시 일부, 하동군 일부, 남해군 일부, 산청군 일부, 의령군 일부, 고성군 일부 전남 광양시 일부, 순천시 일부, 여수시 일부 (여수MBC(98.3)를 번갈아서 수신)                                              |
| 감악산 중계소       | FM 96.1MHz          | 3㎾                 | HLAK-FM             | 경남 거창군 남상면 무촌리 13     | 거창군 일원, 진주시 일부, 사천시 일부, 하동군 일부, 남해군 일부, 산청군 일원, 의령군 일원, 고성군 일부, 함양군 일원, 산청군 일원, 창녕군 일부, 합천군 일원, 고령군 일부 대구광역시 일원, 성주군 일부, 칠곡군 일부 |

### 라디오 시보 멘트
- FM 91.1MHz MBC경남 진주 제1FM입니다. HLAK-SFM
- FM 97.7MHz MBC경남 진주 제2FM입니다. HLAK-FM

## 지상파DMB방송
부산문화방송, 울산문화방송과 함께 공동으로 투자하여 부산울산경남 전지역을 방송권역으로서 방송중이다.

## 뉴스를 만든 사람들
취재2부(진주)
- 신동식 기자
- 박민상 기자
- 서윤식 기자
- 정성오 기자
- 박종웅 기자

## 영상부
- 한연호 영상기술부장
- 신진화 (카메라 기자)
- 강건구 (카메라 기자)
- 박경종 (카메라 기자)

## 같이 보기
- MBC경남 창원방송
- KBS진주방송국
- KNN 부산경남방송